# Ceratomyxa recta
Ceratomyxa recta is een microscopische parasiet uit de familie Ceratomyxidae. Ceratomyxa recta werd in 1960 beschreven door Meglitsch. 